# التسلسل الزمني جائحة فيروس كورونا 2019–20 في أبريل 2020
تُوثِّقُ هذه المقالة التسلسُل الزمني لجائحة لفيروس كورونا المرتبط بالمتلازمة التنفسية الحادة الشديدة (سارس كوف 2) خلال شهر أبريل من عام 2020. وهو الفيروس المسؤول عن جائحة فيروس كورونا 2019-2020، التي بدأت في ووهان، الصين في ديسمبر عام 2019. قد لا تشمل المقالة جميع الإجراءات الرئيسية الحالية، وربما ستصبح التطورات معروفة أو مفهُومة بالكامل فقط في وقتٍ لاحق. (أُبلغ عن تفشي الوباء في ديسمبر 2019).